# ريكاردو ميخيا
ريكاردو ميخيا (بالإسبانية: Ricardo Mejía Hernández)‏ هو منافس ألعاب قوى مكسيكي، ولد في 24 أبريل 1963.